# Horcajuelo de la Sierra
Horcajuelo de la Sierra település Spanyolországban, Madrid tartományban. Horcajuelo de la Sierra Madarcos, Horcajo de la Sierra-Aoslos, Robregordo, Somosierra, Montejo de la Sierra és Prádena del Rincón községekkel határos. Lakosainak száma 111 fő (2024).

## Népesség
A település népessége az utóbbi években az alábbiak szerint változott:
| Lakosok száma | 108  | 117  | 103  | 91   | 95   | 80   | 88   | 86   | 110  | 111  |
|               | 2001 | 2004 | 2007 | 2009 | 2012 | 2014 | 2017 | 2019 | 2022 | 2024 |